# Завадський Дмитро Анатолійович
Дмитро́ Анато́лійович Зава́дський (нар. 15 серпня 1966, Київ) — український актор театру, кіно та дубляжу. Заслужений артист України (2017).

## Біографія
Народився 15 серпня 1966 року у Києві.
Закінчив Драматичну студію Івана Франка зі спеціальності «режисура».
Актор Київського національного академічного драматичного театрі імені Івана Франка.
Працює у дубляжі з 1996 року.

## Ролі у театрі
- «Зимовий вечір» М. Старицького — Яська
- «Суєта» І. Карпенка-Карого — Петро
- «Батько» Стрінберга — Пастор
- «Двір Генріха III» Дюма — Генріх
- «Приборкання норовливої» Шекспіра — Кравець
- «Брате Чічіков» М.Гоголя — Селіфан
- «Бал злодіїв» Ж.Ануя — Глашатай
- «Едіт Піаф. Життя в кредит» Ю. Рибчинського і В. Васалатій — Жан
- «Весілля Фігаро» — Грін Солейль
- «Урус Шайтан» — Сильвестр
- «Гімн демократичної молоді» — Ваня
- «Бременські музиканти» — Розбійник
- «Острів скарбів» — Бен Ганн
- «Пригоди кота Леопольда» — Сіра миша
- «Котигорошко» — Довгобород
- «Диво в лісі» — Горішок
- «Попелюшка» — Охоронець, солдат, Чарівник

## Фільмографія
- «Круте дівчисько» (1991—1995)
- «На початку було слово» (1992)
- «Утьосов. Пісня довжиною в життя» (2006)
- «Останній кордон» (2009)
- «Екстрасенси-детективи» (2011)
- «Страсті за Чапаєм» (2012)
- «Солов'ї» (2012)
- «Жіночий лікар-2» (2012)
- «Жучок» (2013)
- «Пастка» (2013)
- «Біла голубка Кордови» (2013)
- «Що робить твоя дружина?» (2017)
- «Жити заради кохання» (2018)
- «Чуже життя» (2018)
- «Кримінальний журналіст» (2019)
- «Контакт» (2019)
- «Консультант» (2020)

## Дублювання та озвучення
Сотні ролей українською та російською для студій та телеканалів «1+1», «Le Doyen», «Пілот», «Постмодерн» та інших.